# Аєлло-Калабро
Аєлло-Калабро (італ. Aiello Calabro, сиц. Ajiellu) — муніципалітет в Італії, у регіоні Калабрія,  провінція Козенца.
Аєлло-Калабро розташоване на відстані близько 440 км на південний схід від Риму, 45 км на північний захід від Катандзаро, 22 км на південь від Козенци.
Населення — 1762 особи (2014).
Покровитель — San Geniale martire.

## Демографія
Населення за роками:

Станом на 1 січня 2023 року в муніципалітеті офіційно проживали 24 іноземці з 9 країн, серед них 21 громадянин країн Євросоюзу та 1 громадянин України.

## Сусідні муніципалітети
- Клето
- Гримальді
- Лаго
- Мартірано
- Мартірано-Ломбардо
- Сан-П'єтро-ін-Амантеа
- Серра-д'Аєлло